# Thirumurugan Veeran
Thirumurugan Veeran (Gurun, 9 gennaio 1983) è un calciatore malese, difensore del Perlis.

## Caratteristiche tecniche
È un terzino destro.

## Carriera

### Club
Comincia a giocare al Perak. Nel 2004 passa al Kedah. Nel 2005 torna al Perak. Nel 2006 si trasferisce nuovamente al Kedah. Nel 2013 passa al Perak. Nel 2014 si accasa al Polis DRM. Nel 2016 viene acquistato dal Perlis.

### Nazionale
Ha debuttato in Nazionale il 19 febbraio 2006, nell'amichevole Nuova Zelanda-Malesia (1-0). Ha messo a segno la sua prima rete con la maglia della Nazionale il 14 luglio 2009, nell'amichevole Malesia-Zimbabwe (1-0). Ha partecipato, con la Nazionale, alla Coppa d'Asia 2007. Ha collezionato in totale, con la maglia della Nazionale, 16 presenze e una rete.